# Martin Svaneborg
Martin Svaneborg er en dansk sanger og skuespiller, født 9. april 1976 og opvokset i Lejre. Martin Svaneborg startede sin uddannelse som klassisk sanger ved MGK i Ishøj. Herefter blev han uddannet som musicalkunster ved Performing Arts School i Göteborg.
Han havde sin professionelle debut i musicallen Cabaret på Fredericia Teater i 2002 i rollen som konferencier (Emcee)
I de senere år har han primært arbejdet som skuespiller, blandt andet i tv-serien Sommerdahl på TV2 Charlie, og som forfatter hvor han har udgivet to bøger. En non-fiction bog om Public Speaking, der hedder Trinity - The lost secrets of public Speaking, and why we talk at all, og senest hans debutroman, A Moment Of Faith.